# ابر مولکولی ثوری
ابر مولکولی ثوری (انگلیسی: Taurus molecular cloud) (TMC-1) یک ابر مولکولی میان‌ستاره‌ای در صورت‌های فلکی گاو و ارابه‌ران است. این ابر منطقه‌ای از ستاره‌زایی را در خود جای داده که صدها ستاره تازه‌متولدشده در آن وجود دارد.
ابر مولکولی ثوری تنها ۱۴۰ پارسک (۴۳۰ سال نوری) از زمین فاصله دارد و احتمالاً نزدیک‌ترین منطقه بزرگ ستاره‌زایی به زمین است. این ابر در مطالعات ستاره‌زایی در تمام طول‌موج‌ها اهمیت زیادی داشته است.
این ابر به‌خاطر داشتن بسیاری از مولکول‌های پیچیده مانند سیانوپلی‌ئین‌ها HCnN (برای n = ۳٬۵٬۷٬۹) و کومولن کاربن H
2C_{n''";} (برای n = ۳–۶) شناخته شده است.
ابر مولکولی ثوری پیش‌تر به‌عنوان بخشی از کمربند گولد شناسایی شده بود، اما اخیراً (ژانویه ۲۰۲۰) مشخص شد که بخشی از ساختار بسیار بزرگ‌تر موج رادکلیف است که در بازوی شکارچی راه شیری قرار دارد.
ستارگان تازه‌متولدشده در این ابر ۱ تا ۲ میلیون سال قدمت دارند. تجمع ستاره‌ای این ابر، موسوم به تجمع ستاره‌ای گاو-ارابه‌ران، شامل ستاره متغیر تی گاو است که نمونه‌ای از ستاره تی ثوری‌ها به‌شمار می‌آید.
ستارگان جوان و نزدیکی این منطقه به زمین آن را به مکانی منحصر به فرد برای جستجوی قرص پیش‌سیاره‌ای، سیاره فراخورشیدی و شناسایی کوتوله قهوه‌ای تبدیل کرده است. اجرام این منطقه برای جستجوهای روش‌های یافتن سیاره‌های فراخورشیدی سیارات جوان که در طول‌موج‌های فروسرخ به‌طور قابل‌توجهی می‌درخشند، بسیار مناسب هستند.
اعضای مجموعه گاو-ارابه‌ران که دارای قرص پیرامون‌ستاره‌ای یا سیاره فراخورشیدی هستند:
- HL Tauri – قرص به‌طور مستقیم تصویربرداری شده با جزئیات چشمگیر
- SU Aurigae – قرص پیرامون‌ستاره‌ای
- ای‌بی ارابه‌ران – قرص پیرامون‌ستاره‌ای و شواهدی از یک سیاره فراخورشیدی
- CI Tauri – قرص پیرامون‌ستاره‌ای تصویربرداری شده، یک سیاره فراخورشیدی تأییدشده و شواهدی از سیاره‌های فراخورشیدی اضافی
- V830 Tauri – قرص پیرامون‌ستاره‌ای و یک سیاره فراخورشیدی V830 Tauri b
- LkCa 15 – قرص پیرامون‌ستاره‌ای تصویربرداری شده و یک سیاره فراخورشیدی ممکن LkCa 15 b
- GG Tauri – قرص پیرامون‌ستاره‌ای
- UX Tauri – قرص پیرامون‌ستاره‌ای
- DH Tauri – سیاره فراخورشیدی DH Tauri b
- DG Tauri B – قرص پیرامون‌ستاره‌ای مرتبط با فواره‌ها
- 2M0437b – سیاره فراخورشیدی تصویربرداری شده
- V1298 Tauri – چهار سیاره فراخورشیدی تأییدشده روش‌های یافتن سیاره‌های فراخورشیدی[۸][۹]

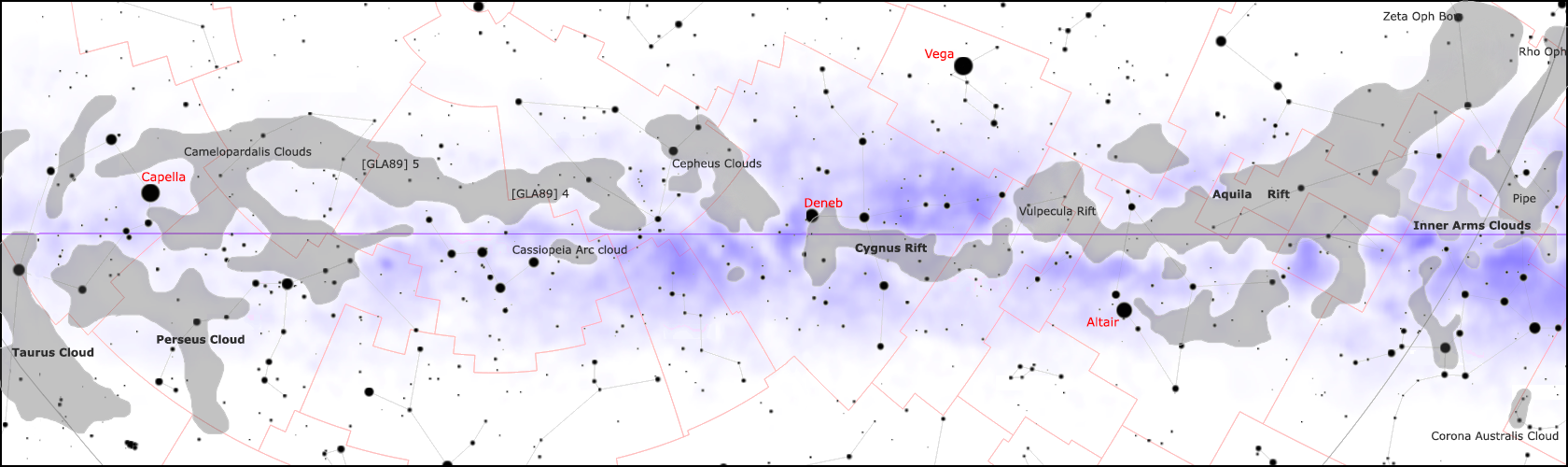
سحابی‌های تاریک اصلی در نیمه آماج خورشیدی صفحه کهکشان، با ابر مولکولی ثوری در لبه سمت چپ.